# Elgawa
NV Elgawa is een Surinaams installatiebedrijf. Het staat genoteerd aan de Suriname Stock Exchange.

## Geschiedenis
Het bedrijf werd op 17 maart 1958 opgericht met een aandelenkapitaal van 15.000 Surinaamse gulden. De oprichting was een initiatief van de tien grootste aannemers van Paramaribo om technische installaties uit te voeren voor aansluitingen van elektriciteit, gas en water, afgekort el-ga-wa. Daarnaast opende het een speciaalzaak in huishoudelijke elektrische en gasproducten aan de Domineestraat.
Begin 1960 won het de gunning ter hoogte van bijna een miljoen gulden voor de technische installatie van het nieuw te bouwen Centraal Ziekenhuis. In hetzelfde jaar nam het de showroom van OGEM over en begon het met de bouw van een servicewerkplaats; deze laatste maakte in 1971 plaats voor een nieuw pand.
In 1969 werd volledig ingetekend op een aandelenemissie van 300.000 gulden, waarmee het bedrijf in Suriname en in Frans-Guyana uitbreidde. In 1970 nam het een aandeel van 42 procent in het dakbedekkingsbedrijf Key & Kramer Suriname. Het aantal werknemers groeide in de eerste vijftien jaar van 12 naar 185. In 1977 werd een filiaal geopend in Nickerie.
Elgawa opende in 2017 een vestiging in Georgetown in het buurland Guyana. In 2023 introduceerde Elgawa een nieuw logo. Dit gebeurde tegelijkertijd met de lancering van een nieuwe website.
Assuria ·
Consolidated Industries Corporation ·
Elgawa ·
Hakrinbank ·
Self Reliance ·
Staatsolie ·
De Surinaamsche Bank ·
Surinaamse Brouwerij ·
Torarica Group ·
Varossieau ·
Verenigde Surinaamse Holdingmij ·
VSH Foods